# Boguchwała
Boguchwała (udtale: [bɔɡuˈxfawa]; ukrainsk: Боґух́вала)  er en by i den centrale del af  Voivodskabet Nedrekarpater i det sydøstlige Polen.  Rzeszów  har 6.220(2021) indbyggere og et areal på 36,26 km².  Den er en del af   powiatet (amt) Rzeszów. Boguchwała ligger cirka 7 kilometer sydvest for den regionale hovedstad Rzeszów.

## Historie
I middelalderen lå området med nutidens Boguchwała  i den vestlige udkant af Røde Rutenien, nær grænsen til Lillepolen. Det skiftede ofte hænder for til sidst at blive annekteret til Kongeriget Polen, af kong Kasimir Wielki (1340). 
I 1375 blev det romersk-katolske stift Przemyśl. Dens oprettelse ansporede tilstrømningen af polske bosættere til de for  en stor del forladte forbjerge tikl Karpaterne. Som følge heraf blev flere sogne etableret i lokale landsbyer. I slutningen af det 16. århundrede blev flere landsbyer nær Boguchwała ejet af Kastellan af Sandomierz, Mikolaj Spytek Ligeza, som var ejer af Rzeszów. Tiden med relativ vækst og velstand sluttede i 1624, da et angreb af Krimtatarer  resulterede i afbrænding af en række landsbyer og tusinder af indbyggere døde.
I begyndelsen af det 18. århundrede bragte Den Store Nordiske Krig udbredt ødelæggelse til Boguchwała og dens omgivelser. I 1702 blev området besat af svenske styrker, som plyndrede byen. I 1704 blev svenskerne erstattet af saksiske tropper, som også røvede lokale beboere. Der var yderligere ødelæggelser i 1715-16, under en borgerkrig (Tarnogrodforbundet (en)).